# Underground (zespół muzyczny)
Underground – polski zespół rockowy z Rybnika.
Zespół powstał w Rybniku w 1997 roku. W ciągu pierwszych trzech lat działalności śląski zespół zagrał ponad sto pięćdziesiąt koncertów w całej Polsce m.in. był gościem Przystanku Woodstock oraz kilkakrotnie Wielkiej Orkiestry Świątecznej Pomocy. Grupa ma także za sobą zwycięstwo w „Ogólnopolskim Festiwalu Muzyki Niemechanicznej” w 2002 roku w Łodzi. 
Muzyka zespołu to melodyjna odmiana amerykańskiego rocka, czerpiąca z różnorodnych inspiracji.
Założycielami zespołu są Aleksander Biela (gitara prowadząca, śpiew), Andrzej Budny (śpiew prowadzący), Łukasz Jednicki (gitara basowa). Po zmianach personalnych, jesienią 2000 roku dołączył Krzysztof Macha (perkusja), a w późniejszym czasie Sebastian Matuszczyk-Rzaba (gitara).
W 2002 roku utwór „Fly with Me” notowany był na Liście Przebojów Trójki. Wiosną 2003 roku zespół zarejestrował, w katowickim cyberstudio, 16 piosenek na debiutancką płytę Kto jest kim, która ukazała się na rynku za pośrednictwem Warner Music Poland 3 listopada tego samego roku. Płyta ta została doceniona m.in. przez przyznanie nominacji w kategorii Płyta Rockowa do nagród Superjedynki 2004. W grudniu 2004 zespół zagrał akustyczny koncert w studiu im. Agnieszki Osieckiej transmitowany na żywo przez radiową Trójkę.
W sierpniu 2005 r. grupa wydała płytę „After Grunge” już pod patronatem Polskiego Radia. Są na niej zawarte utwory w języku angielskim i jest w 100% akustyczna. 
Maj 2009 r. – za pośrednictwem Fonografiki ukazuje się najnowsza płyta zespołu pt. „Mrowisko”. Prace nad materiałem trwały kilka dobrych miesięcy. Na krążku znajduje się 11 zróżnicowanych, zupełnie nowych utworów. W odróżnieniu od poprzednich, płyta jest ostrzejsza, bardziej dynamiczna i dojrzalsza muzycznie. Ambitna muzyka, ciekawie zróżnicowana, wielowątkowa. 
Ostre i energetyczne brzmienia uzupełnione zostały interesującymi efektami gitarowymi i tekstami w języku polskim.
Stale rośnie liczba fanów zespołu, czego dowodem jest bardzo dobry odbiór na koncertach 
i powstanie prężnie działającego fanklubu „Underclub” zrzeszającego fanów z całej Polski.
Z początkiem roku 2013 do zespołu dołączył nowy gitarzysta Bartek Krupiński, który zastąpił Sebastiana Matuszczyka.

## Dyskografia
- noTHING VERSION (2002, Underground)
- Kto jest kim (2003, Warner Music Poland)
- After Grunge (2005, Polskie Radio)
- Mrowisko (2009, Fonografika)

## Muzycy
- Andrzej Budny - wokal, autor tekstów
- Aleksander Biela - gitara
- Łukasz Jednicki - gitara basowa
- Krzysztof Macha - perkusja
- Sebastian Szemszur - gitara